# Aderus pubescens
Aderus pubescens là một loài bọ cánh cứng trong họ Aderidae. Loài này được Pic miêu tả khoa học năm 1926.